# Hohe Herrlichkeit Zuid-Polsbroek

Wappen der Hohen Herrlichkeit Zuid-Polsbroek

Die Hohe Herrlichkeit Zuid-Polsbroek war eine Hohe Herrlichkeit, auch Freie Herrlichkeit in der niederländischen Provinz Holland, die vor dem Jahr 1000 begründet wurde, und bis 1923 Bestand hatte.

## Lage und Status
Die Herrlichkeit Zuid-Polsbroek um den Ort Polsbroek grenzte im Südosten an die Herrlichkeit Lopik, im Norden an die Burggrafschaft Montfoort, im Osten an die Baronie IJsselstein sowie im Westen an die übrige Grafschaft Holland.

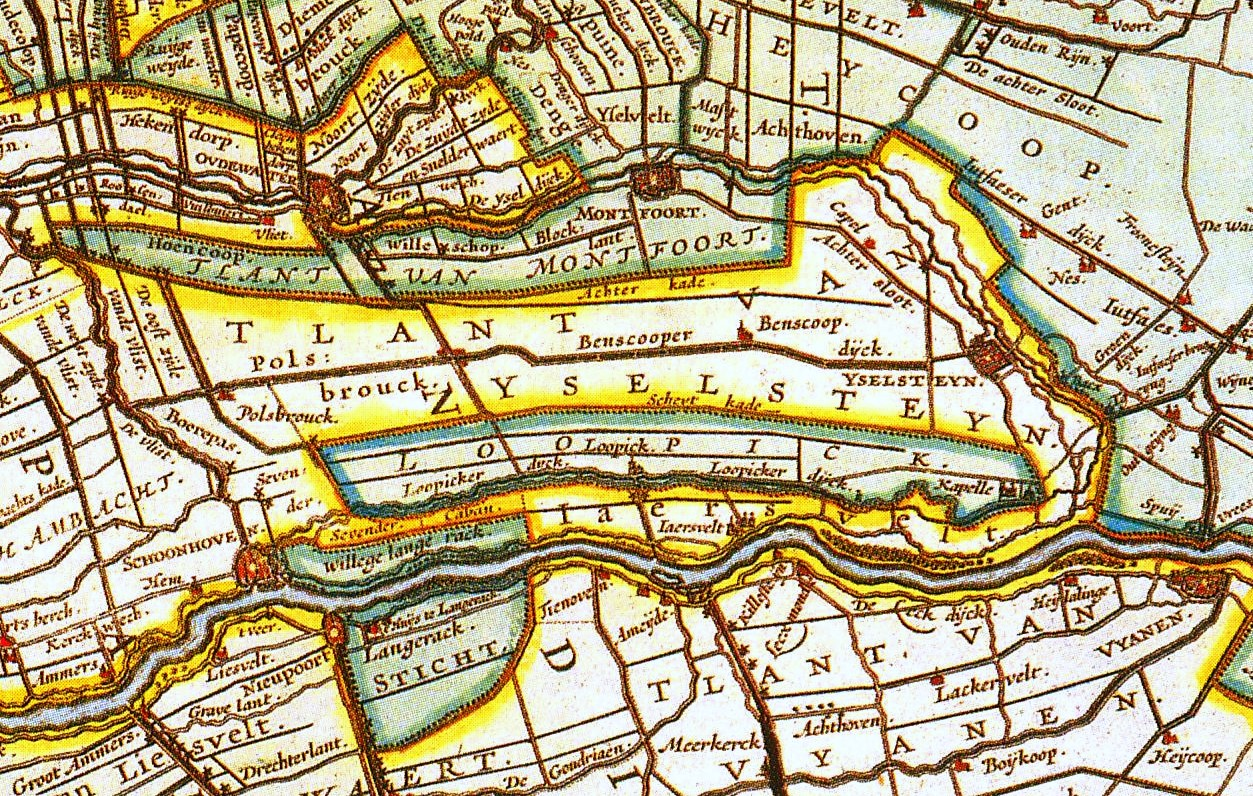
Karte der Hohen Herrlichkeit Polsbroek, durch Joan Blaeu (1665)

Während Zuid-Polsbroek eine Hoge of Vrije Heerlijkheid (Hohe oder Freie Herrlichkeit) war, stand das benachbarte Noord-Polsbroek als Schoutambacht der Baronie IJsselstein zu Lehen. Die ersten Herren von Zuid-Polsbroek hatten schon im Jahre 1155 durch den Utrechter Bischof Hermann von Horn die Hohe Gerichtsbarkeit erhalten. Die Besitzer der hogen of vrijen heerlijkheid van Zuid-Polsbroek führten den Titel eines Vrijheeren oder Heeren. Das Gebiet war eine sogenannte allodiale- und hohe Herrschaft. Dies bedeutet, dass die Herrlichkeit frei vererbbar war und der Herrschaftsinhaber gesetzsprechende Macht, die Hohe Gerichtsbarkeit, innehatte, die Herrlichkeit frei von Lehensverpflichtungen war und dass im Vergleich zu Niederen Herrlichkeiten (Niedere und Mittlere Gerichtsbarkeit), auch Ambachtsherrlichkeit oder Grundherrlichkeit genannt, kein wirklich gesetzgebendes Obereigentum darüber bestehen konnte.

## Historie
Im 10. und 11. Jahrhundert nahmen die Herren van Arkel den Landstrich um Polsbroek in ihren Besitz. Im Laufe des 12. und 13. Jahrhunderts gelangten die Herren van der Leede aus dem Zweiten Haus der Herren van Arkel in den Besitz der Herrlichkeit Polsbroek. Im Jahre 1299 belehnte der holländische Graf Johan I. seinen Regenten Wolfhart I. von Borsselen mit der Herrlichkeit von Polsbroek. Im Jahre 1391 belief sich der Zehnt der Herrlichkeit auf 1000 Gulden pro anno. Über die Herren van Woerden van Vliet gelangte Polsbroek im Jahre 1423 des Weiteren an die Burggrafen von Montfoort aus dem Geschlecht De Rover. Zuerst hatte Jan van Woerden van Vliet Polsbroek mit der hohen und niederen Gerichtsbarkeit sowie die Fähre von IJselver an Johan II. van Montfoort verpfändet, sein Pfand aber nicht eingelöst, so dass das Pfandgut an Montfoort fiel. Die holländische Regierung erkannte den Verkauf an, aber das Lehen stand formal noch 1439 unter dem Namen von Jans Sohn Gerrit ten Vliet. Belehnungen der Burggrafen von Montfoort mit Polsbroek fanden nicht mehr statt, so dass der Besitz offenbar wieder zum Allod wurde. Der über Jahrzehnte andauernde Versuch der Burggrafen von Montfoort, das Gebiet der Herrschaft (Zuid-)Polsbroek und diverser umliegender Gründe zu einem souveränen Landesteil zu erheben, scheiterte schlussendlich am Widerstand des Herzogs Phillipps des Guten. Trotzdem erreichte die mit vielen Privilegien ausgestattete Herrschaft einen halbsouveränen Status, der ihr eine gewisse Unabhängigkeit gegenüber den Staaten von Holland und Utrecht gab. Im Jahre 1481 verloren die pro-Hoekse Burggrafen von Montfoort Zuid-Polsbroek (und viele andere niedrige und mittlere Herrlichkeiten) an die Herren von Bergen aus dem Haus Glymes.
Zu deren Nachfolgern als Herren von Zuid-Polsbroek wurde ab dem Jahre 1566 das Haus Ligne, als Maria von Glymes von Bergen ihren Besitz an Herrlichkeiten, so auch die von (Zuid-)Polsbroek, an ihren Sohn Ludwig von Ligne vermachte. Im Jahre 1555 hatte Zuid-Polsbroek dem damaligen Besitzer Johann von Ligne einen Jahresertrag von 954 Gulden erbracht, der sich aus Einnahmen aus Verpachtung (63 %), Abgaben (17 %) und herrschaftlichen Rechten wie dem Jagd- und Fischrecht (20 %) ergab. und an das Lignesische Haus Arenberg (ab 1568). Diese Familie, namentlich Karl von Aremberg-Ligne, hatte die Herrlichkeit im Jahre 1610 an Jakob Dircksz de Graeff verkauft. Das Amsterdamer Regentengeschlecht De Graeff nannte sich in weiterer Folge auch De Graeff van Polsbroek. Im Jahre 1623 umfasste die Herrlichkeit 692 Morgen Land und 56 Häuser. Die Grundsteuerabgaben wurden nicht wie zum Beispiel bei der benachbarten Baronie IJsselstein an die Republik der Sieben Vereinigten Provinzen, sondern an die Provinz Holland abgegeben.
Als Folge der Ausrufung der Batavischen Republik im Jahre 1795 wurden 1798 die Herrlichkeiten aufgelöst. Nach der Gründung des Vereinigten Königreiches der Niederlande wurden die Herrlichen Rechte zum Teil wiederhergestellt. Im Jahre 1870 wurde Zuid-Polsbroek an Dirk de Jongh (van Polsbroek) verkauft. Dieser hatte die deutlich verschmälerten Herrschaftsrechte bis zu seinem Tod im Jahr 1912 inne. Im Jahr 1923 wurden alle Herrlichkeiten aufgelöst, so auch Zuid-Polsbroek.

## Herren der Hohen Herrlichkeit Polsbroek

### HausVan Arkel
| Regierungszeit | Name                                           |
| -------------- | ---------------------------------------------- |
| –1008          | Foppe van Arkel                                |
| 1008–1034      | Johan I. van Arkel                             |
| 1034–1077      | Johan II. van Arkel                            |
| 1077–1115/18   | Johan III. van Arkel                           |
| 1115/18–1140   | Folpert van Arkel van der Leede                |
| 1140–1200      | Herbaren I. van der Leede                      |
| 1200–1207      | Floris Herbaren van der Leede                  |
| 1207–1212      | Folpert II. van der Leede                      |
| 1212–1234      | Herbaren II. van der Leede van Arkel           |
| 1234–1255      | Johan I. van der Leede                         |
| 1255–1284      | Folpert und Pelgrim van der Leede als Regenten |
| 1284–1296 (?)  | Johan II. van der Leede                        |

### HausBorsselen
| Regierungszeit | Name                      |
| -------------- | ------------------------- |
| (?) 1296–1299  | Wolfhart I. von Borsselen |

### HausWoerdern van Vliet
| Regierungszeit | Name                      |
| -------------- | ------------------------- |
| –1314          | Gerrit van Vliet          |
|                | Gerard van Vliet          |
| –1423          | Jan van Woerden van Vliet |

### HausVan Montfoort
| Regierungszeit | Name                      |
| -------------- | ------------------------- |
| 1423–1448      | Johan II. van Montfoort   |
| 1448–1459      | Hendrik IV. van Montfoort |
| 1459–1481      | Johan III. van Montfoort  |

### HausGlymes
| Regierungszeit | Name                             |
| -------------- | -------------------------------- |
| 1481–1482      | Michiel von Glymes von Bergen    |
| 1482–1509      | Cornelis von Glymes von Bergen   |
| 1509–1533      | Maximilian von Glymes von Bergen |
| 1533–1566      | Maria von Glymes von Bergen      |

### HausLigne

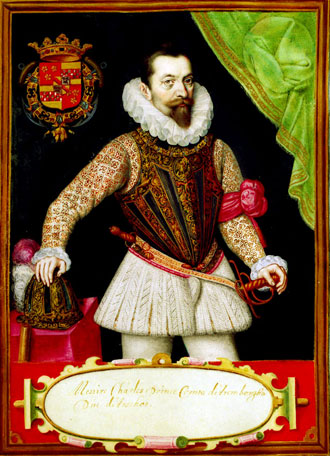
Karl von Aremberg-Ligne (1550–1616), Vrijheer von Zuid-Polsbroek zwischen 1568 und 1610

| Regierungszeit | Name                    |
| -------------- | ----------------------- |
| 1566–1568      | Ludwig von Ligne        |
| 1568           | Johann von Ligne        |
| 1568–1610      | Karl von Arenberg-Ligne |

### HausDe Graeff

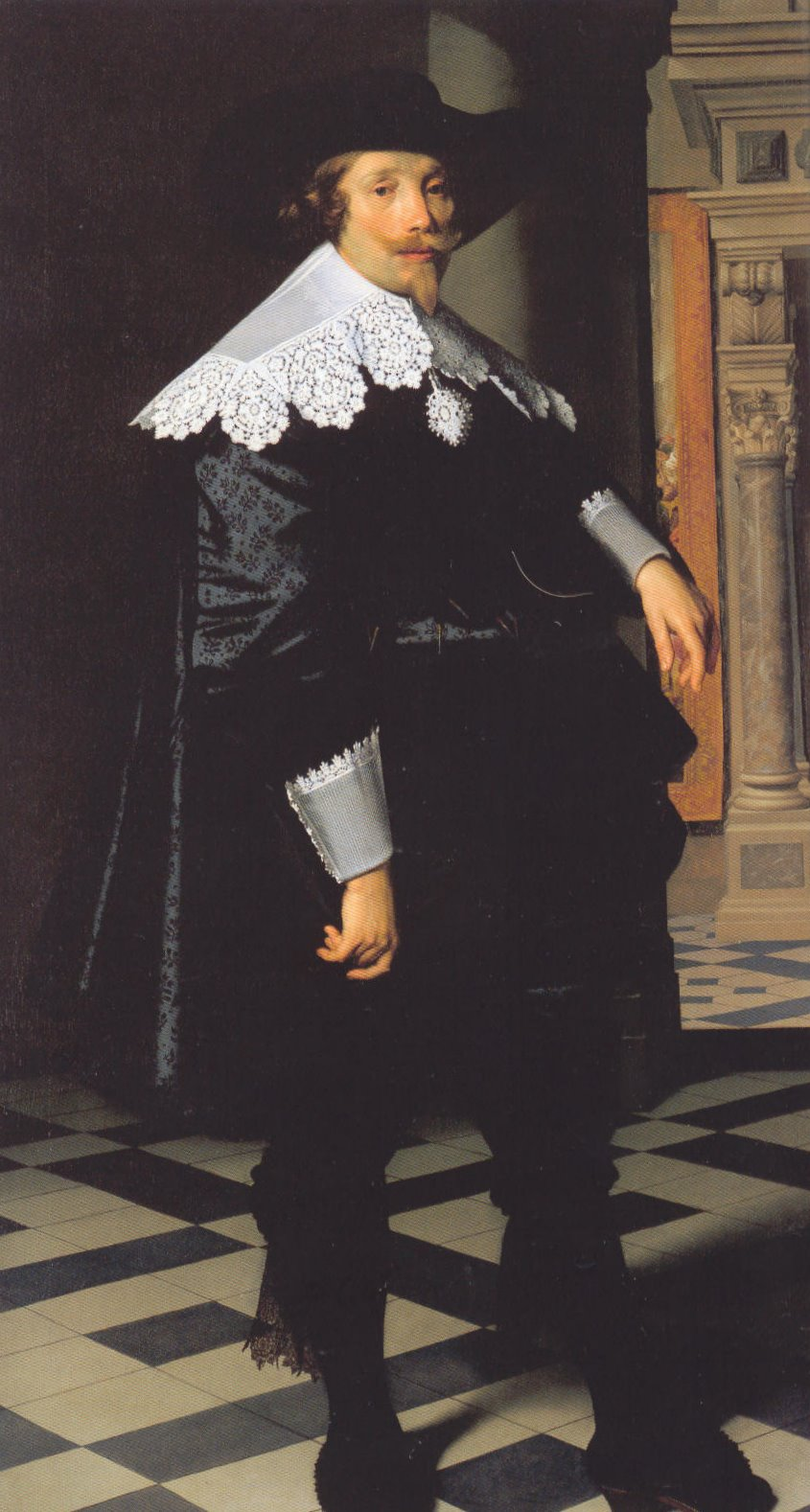
Cornelis de Graeff (1599–1664), Vrijheer von Zuid-Polsbroek zwischen 1638 und 1664, gemalt von Nicolaes Eliaszoon Pickenoy – Gemäldegalerie Berlin

| Regierungszeit | Name                    |
| -------------- | ----------------------- |
| 1610–1636      | Jakob Dircksz de Graeff |
| 1636–1664      | Cornelis de Graeff      |
| 1664–1707      | Pieter de Graeff        |
| 1707–1714      | Johan de Graeff         |
| 1714–1752      | Gerrit de Graeff        |
| 1752–1811      | Gerrit II de Graeff     |
| 1811–1814      | Gerrit III de Graeff    |
| 1814–1870      | Gerrit IV de Graeff     |

### Familie De Jongh
| Regierungszeit | Name                        |
| -------------- | --------------------------- |
| 1870–1912      | Dirk de Jongh van Polsbroek |

## Information
Die Daten zu diesem Artikel wurden aus der seit 2006 bestehenden Graeff Forschung von Matthias Laurenz Gräff übernommen.